# 1 + 2 + 4 + 8 + ⋯

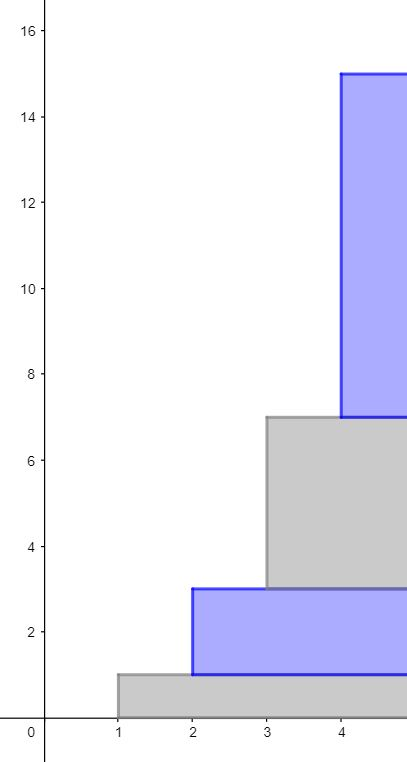
1 + 2 + 4 + 8 + ⋯의 첫 네 부분합.

수학에서 1 + 2 + 4 + 8 + ⋯은 항이 연속적인 2의 거듭제곱인 무한급수이다. 등비급수로서 첫 항은 1이고 공비는 2이다. 실수의 급수로서 무한대로 발산하므로, 일반적인 의미에서는 합이 없다. 그러나 이를 조작하여 수학적으로 흥미로운 여러 결과를 도출할 수 있다. 예를 들어, 많은 합산 방법이 발산급수에도 수치 값을 할당하는 데 사용된다. 특히 이 급수의 라마누잔 합은 -1이며, 이는 2-진수 거리를 사용한 급수의 극한이다.

## 합산
{\displaystyle 1+2+4+8+\cdots }의 첫 {\displaystyle n}개 항의 부분합은 다음과 같다.
{\displaystyle \sum _{k=0}^{n-1}2^{k}=2^{0}+2^{1}+\cdots +2^{n-1}=2^{n}-1.}
이 부분합들의 수열 {\displaystyle 1,3,7,15,\ldots }이 무한대로 발산하므로, 급수도 마찬가지로 발산한다. 따라서 세자로 합과 아벨 합을 포함한 모든 완전 정규 합산 방법은 합을 무한대로 산출한다. 반면에, {\displaystyle 1+2+4+8+\cdots }을 유한 값인 -1로 합산하는 최소한 하나의 일반적으로 유용한 방법이 있다. 관련 멱급수
{\displaystyle f(x)=1+2x+4x^{2}+8x^{3}+\cdots +2^{n}{}x^{n}+\cdots ={\frac {1}{1-2x}}}
는 0 주변의 수렴 반지름이 오직 {\displaystyle {\frac {1}{2}}}이므로 {\displaystyle x=1}에서 수렴하지 않는다. 그럼에도 불구하고, 이렇게 정의된 함수 {\displaystyle f}는 점 {\displaystyle x={\frac {1}{2}}}이 제거된 복소평면으로의 유일한 해석적 연속을 가지며, 동일한 규칙 {\displaystyle f(x)={\frac {1}{1-2x}}}으로 주어진다. {\displaystyle f(1)=-1}이므로, 원래 급수 {\displaystyle 1+2+4+8+\cdots }는 (E) 합산으로 -1이 된다고 말하며, -1은 급수의 (E) 합이다. (이 표기는 레온하르트 오일러의 발산급수에 대한 접근 방식을 참조하여 G. H. 하디가 사용했다.)
거의 동일한 접근 방식(오일러 자신이 사용한 방식)은 모든 계수가 1인 멱급수를 고려하는 것이다. 즉,
{\displaystyle 1+y+y^{2}+y^{3}+\cdots ={\frac {1}{1-y}}}
에 {\displaystyle y=2}를 대입하는 것이다. 이 두 급수는 {\displaystyle y=2x}라는 치환으로 관련되어 있다.
(E) 합산이 {\displaystyle 1+2+4+8+\cdots }에 유한 값을 할당한다는 사실은 일반적인 방법이 완전히 정규적이지 않음을 보여준다. 반면에, 합산 방법으로서 안정성과 선형성을 포함하여 몇 가지 다른 바람직한 특성을 가지고 있다. 이 두 가지 후자의 공리는 실제로 합을 -1로 강제하는데, 다음 조작을 유효하게 만들기 때문이다.
{\displaystyle {\begin{array}{rcl}s&=&\displaystyle 1+2+4+8+16+\cdots \\&=&\displaystyle 1+2(1+2+4+8+\cdots )\\&=&\displaystyle 1+2s\end{array}}}
유용한 의미에서, {\displaystyle s=\infty }는 방정식 {\displaystyle s=1+2s}의 근이다. (예를 들어, {\displaystyle \infty }는 리만 구에서 뫼비우스 변환 {\displaystyle z\mapsto 1+2z}의 두 고정점 중 하나이다.) 어떤 합산 방법이 {\displaystyle s}에 대해 일반적인 숫자(즉, {\displaystyle \infty }가 아닌)를 반환하는 것으로 알려져 있다면, 쉽게 결정된다. 이 경우 {\displaystyle s}를 방정식의 양변에서 빼면 {\displaystyle 0=1+s}가 되므로 {\displaystyle s=-1}이다.
위의 조작은 충분히 강력한 합산 절차의 맥락 밖에서 -1을 생성하도록 요청될 수 있다. 가장 잘 알려져 있고 직관적인 합 개념(기본적인 수렴 개념 포함)에 대해, 양항 급수가 음의 값을 가질 수 있다는 것은 부조리하다. 유사한 현상이 발산 등비급수 {\displaystyle 1-1+1-1+\cdots }(그란디 급수)에서도 발생하는데, 여기서 정수의 급수가 정수가 아닌 합 {\displaystyle {\frac {1}{2}}}을 가지는 것처럼 보인다. 이러한 예는 {\displaystyle 0.111\ldots }과 같은 순환 소수, 특히 {\displaystyle 0.999\ldots }와 같은 급수에 유사한 주장을 적용할 때 발생할 수 있는 잠재적 위험을 보여준다. 이러한 주장은 이러한 수렴급수에 대해 궁극적으로 정당화되며, {\displaystyle 0.111\ldots ={\frac {1}{9}}} 및 {\displaystyle 0.999\ldots =1}임을 의미하지만, 그 배경이 되는 증명은 끝없는 합의 해석에 대한 신중한 사고를 요구한다.
이 급수를 실수와는 다른 수 체계, 즉 2-진수에서 수렴하는 것으로 볼 수도 있다. 2-진수의 급수로서 이 급수는 위에서 해석적 연속으로 유도된 것과 동일한 합인 -1로 수렴한다.

## 같이 보기
- 1 − 1 + 2 − 6 + 24 − 120 + ⋯
- 1 − 1 + 1 − 1 + ⋯ (그란디 급수)
- 1 + 1 + 1 + 1 + ⋯
- 1−2+3−4+…
- 1 + 2 + 3 + 4 + ⋯
- 1 − 2 + 4 − 8 + ⋯
- 2의 보수, -1이 1 + 2 + 4 + ⋯ + 2n−1처럼 표현되는 음수를 나타내는 데이터 규칙.

## 참고 자료
- Euler, Leonhard (1760). 《De seriebus divergentibus》. 《Novi Commentarii Academiae Scientiarum Petropolitanae》 5. 205–237쪽.
- Gardiner, A. (2002) [1982]. 《Understanding infinity: the mathematics of infinite processes》 Dover판. Dover. ISBN 0-486-42538-X.
- Hardy, G. H. (1949). 《Divergent Series》. Clarendon Press. LCC QA295 .H29 1967.

## 추가 읽을거리
- Barbeau, E. J.; Leah, P. J. (May 1976). 《Euler's 1760 paper on divergent series》. 《Historia Mathematica》 3. 141–160쪽. doi:10.1016/0315-0860(76)90030-6.
- Ferraro, Giovanni (2002). 《Convergence and Formal Manipulation of Series from the Origins of Calculus to About 1730》. 《Annals of Science》 59. 179–199쪽. doi:10.1080/00033790010028179. S2CID 143992318.
- Kline, Morris (November 1983). 《Euler and Infinite Series》. 《Mathematics Magazine》 56. 307–314쪽. doi:10.2307/2690371. JSTOR 2690371.
- Sandifer, Ed (June 2006). “Divergent series” (PDF). 《How Euler Did It》. MAA Online. 2013년 3월 20일에 원본 문서 (PDF)에서 보존된 문서. 2007년 2월 17일에 확인함.
- Sierpińska, Anna (November 1987). 《Humanities students and epistemological obstacles related to limits》. 《Educational Studies in Mathematics》 18. 371–396쪽. doi:10.1007/BF00240986. JSTOR 3482354. S2CID 144880659.